# 쇼흐라트 자키르
쇼흐라트 자키르(위구르어: شۆھرەت زاكىر, 중국어: 雪克来提·扎克尔; 1953년 8월 출생)는 위구르족 출신의 중국 정치인으로, 2014년부터 2021년까지 신장 위구르 자치구 주석과 중국공산당 신장 위원회의 부서기를 지냈다.
이닝시 (굴자)에서 태어나 후베이성에서 컴퓨터 과학을 공부했고, 나중에 톈진 대학에 다녔다. 2000년부터 2005년까지 우루무치시 시장을 지냈다. 2015년부터 2021년까지 신장 위구르 자치구 주석을 지냈다. 2017년부터 2022년까지 중국공산당 중앙위원회 위원이었다. 2023년 3월, 전국인민대표대회 상무위원회 부위원장으로 임명되었다.

## 어린 시절
이닝시에서 태어난 자키르는 혁명적인 역사를 가진 집안에서 태어났다. 그의 할아버지 카우르 자키르는 군벌 시대의 진보적 사상가였으며, 마오쩌민과 천탄추와 함께 군벌 성스차이의 국가 요원에 의해 처형되었다. 그의 아버지 압둘라 자크로프는 1949년 중화인민공화국 건국 직후 신장 당 조직에 가입한 최초의 위구르족 중 한 명이었다. 문화대혁명 이전, 자키르의 아버지는 지역 상무 위원회 위원이자 신장 부주석이었다.
1970년부터 1972년까지 자키르는 신장 농촌 지역의 "상산하향" 운동에 참여했다. 그는 그 후 우루무치시의 한 초등학교에서 교사로 일했다. 1974년에 디워바오 학교로 전근되었다. 1978년 3월, 그는 고향을 떠나 후베이성으로 가서 징저우시에 위치한 장한 석유 대학(현 양쯔 대학)에 입학하여 컴퓨터 과학을 공부했다. 그 후 신장으로 돌아와 지구 과학 연구소에서 연구원으로 일했다. 1984년 6월, 그는 정부에 합류하여 지역 경제 위원회에서 일했다.

## 경력
1982년부터 1986년까지 자키르는 우루무치 직업 대학에서 영어 학위를 취득했다. 이 기간 동안 그는 중국공산당에 가입했다. 그 후 그는 지역 정부에서 경제 성장과 무역을 지원하는 여러 역할을 수행했다. 2001년 3월, 그는 우루무치시 시장으로 임명되었다. 2005년 12월부터 그는 신장생산건설병단에서 일했다. 2007년에는 톈진 대학에서 경영학 석사 학위를 취득했다. 2008년 전국인민대표대회에서 자키르는 전국인민대표대회 민족 사무 위원회 위원으로 선출되었다. 2011년 6월, 그는 국가민족사무위원회 부위원장이 되었다. 2014년 1월, 그는 신장 인민대표대회 위원장이 되었고 2014년 12월에는 누얼 바이커리의 후임으로 신장 주석으로 임명되었다.
2019년 3월, 신장 위구르 자치구 내 소수 민족의 광범위한 구금 문제에 대해 자키르는 수용소가 "수용소"라기보다는 "훈련 센터"이며, "훈련생"의 자유는 제한되지 않고 수용소는 훈련생이 집에 가거나 휴가를 요청할 수 있는 기숙 학교라고 말했다.
2021년 10월 23일, 그는 전국인민대표대회 민족사무위원회 부위원장으로 임명되었다.
2023년 3월 10일, 제14차 전국인민대표대회 기간 동안 그는 전국인민대표대회 상무위원회 부위원장으로 임명되었다.

## 제재
2021년 12월 10일, 미국 재무부는 자키르를 특별 지정 국민 (SDN) 목록에 추가했다. 목록에 있는 개인은 자산이 동결되고 미국인은 일반적으로 그들과 거래하는 것이 금지된다.
2024년 12월 10일, 세계 인권의 날에 캐나다 외교부 장관 멜라니 졸리는 신장과 티베트에서 심각한 인권 침해에 연루된 자키르와 다른 7명의 정부 관리들에 대한 캐나다의 제재를 발표했다.